# Piter Boersma
Piter Boersma (Warten, 11 juli 1947) is een Fries schrijver, tijdschriftredacteur en lexicograaf.
Vanaf de jaren ’70 van de twintigste eeuw heeft hij een divers oeuvre van proza, poëzie, toneel en vertalingen opgebouwd. In 1972 richtte hij het tijdschrift Hjir op, dat in 2009 opging in Ensafh. In 1998 ontving hij de Gysbert Japicxpriis, de belangrijkste Friese literatuurprijs, voor zijn roman It libben sels. Hij ontving ook tweemaal de Rely Jorritsmapriis. Zijn novelleboek  Sniebalfokstrot, uitgeven in 1995 als boekenweekgeschenk speelt zich af in zijn geboorteplaats Warten.
Boersma deed de onderwijzersopleiding in Steenwijkerwold. Boersma schreef eerst in het Nederlands maar schakelde wat later over in het Fries. Na aanvankelijk in het lager onderwijs in Leeuwarden te hebben gewerkt, kwam Boersma in dienst bij de Fryske Akademy. Daar was hij onder andere redacteur van het Wurdboek fan de Fryske Taal. Als oud-medewerker van de Fryske Akademy, redacteur van Hjir en vervolgens Ensafh, en lid van verschillende culturele gremia (zoals de vroegere Koperative Utjowerij), neemt Boersma een centrale plek in in het hedendaagse Friese literaire veld.
Zijn zoon Hidde Boersma (1980) is ook schrijver.

## Werk
- 1974: Net to kearen emoasje (poëzie)
- 1977: De reis fan Labot (roman)
- 1976: Hwat der bart (verhalen)
- 1980: De skjirre (verhalen)
- 1983: Skuor (roman)
- 1983: Printkrassen (poëzie, met tekeningen van Beb Mulder)
- 1984: Keatsroman (roman)
- 1985: Op weagjende grûn (poëzie)
- 1988: Under it twangjok (poëzie)
- 1992: It swurd út 'e stien (poëzie)
- 1995: Sniebalfokstrot (novelle; boekenweekgeschenk 1995)
- 1995: Sakramintsdei (novelle)
- 1997: It libben sels (roman)
- 2000: De klûs fan Copmanshurst (roman)
- 2003: Bûten (poëzie)
- 2005: Ritueel (poëzie)
- 2005: It útsjoch (roman)
- 2010: Stjoer de strjitmakker (poëzie)
- 2012: De krêftproef (roman)
- 2014: Liet fan it fjild (vertaalde Chinese poëzie)
- 2017: Molwrot